# 伊拉蒂
伊拉蒂是巴西巴拉那州的一个市镇。总面积999.515平方公里，总人口56143人，人口密度56.2人/平方公里。据说“伊拉蒂（Irati）”一词来源于图皮语，意为“蜂蜜之河”，原因是该地区蜜蜂广布。